# Pesaguero
Pesaguero é um município da Espanha na comarca de Liébana, província e comunidade autónoma da Cantábria. Tem 70 km² de área e em 2021 tinha 294 habitantes (densidade: 4,2 hab./km²).

## Demografia
| Variação demográfica do município entre 1991 e 2004 | Variação demográfica do município entre 1991 e 2004 | Variação demográfica do município entre 1991 e 2004 | Variação demográfica do município entre 1991 e 2004 |
| --------------------------------------------------- | --------------------------------------------------- | --------------------------------------------------- | --------------------------------------------------- |
| 1991                                                | 1996                                                | 2001                                                | 2004                                                |
| 472                                                 | 421                                                 | 378                                                 | 384                                                 |